# 川口大島テレビ中継局
川口大島テレビ中継局（かわぐちおおしまテレビちゅうけいきょく）は、新潟県長岡市東川口1976番26号の長岡市川口支所屋上に置かれていた、地上アナログテレビ放送の中継局である。

## 概要
| 放送局名             | チャンネル | 空中線電力         | 実効輻射電力        | 偏波面   | 放送対象地域 | 放送区域内世帯数 |
| UX新潟テレビ21       | 51ch       | 映像100mW 音声25mW | 映像560mW 音声140mW | 水平偏波 | 新潟県       | 不明             |
| TeNYテレビ新潟放送網 | 53ch       | 映像100mW 音声25mW | 映像560mW 音声140mW | 水平偏波 | 新潟県       | 不明             |
| NST新潟総合テレビ    | 55ch       | 映像100mW 音声25mW | 映像560mW 音声140mW | 水平偏波 | 新潟県       | 不明             |
| NHK新潟総合テレビ    | 57ch       | 映像100mW 音声25mW | 映像560mW 音声140mW | 水平偏波 | 新潟県       | 不明             |
| NHK新潟教育テレビ    | 59ch       | 映像100mW 音声25mW | 映像560mW 音声140mW | 水平偏波 | 全国         | 不明             |
| BSN新潟放送          | 61ch       | 映像100mW 音声25mW | 映像560mW 音声140mW | 水平偏波 | 新潟県       | 不明             |